# آلان کیمبر

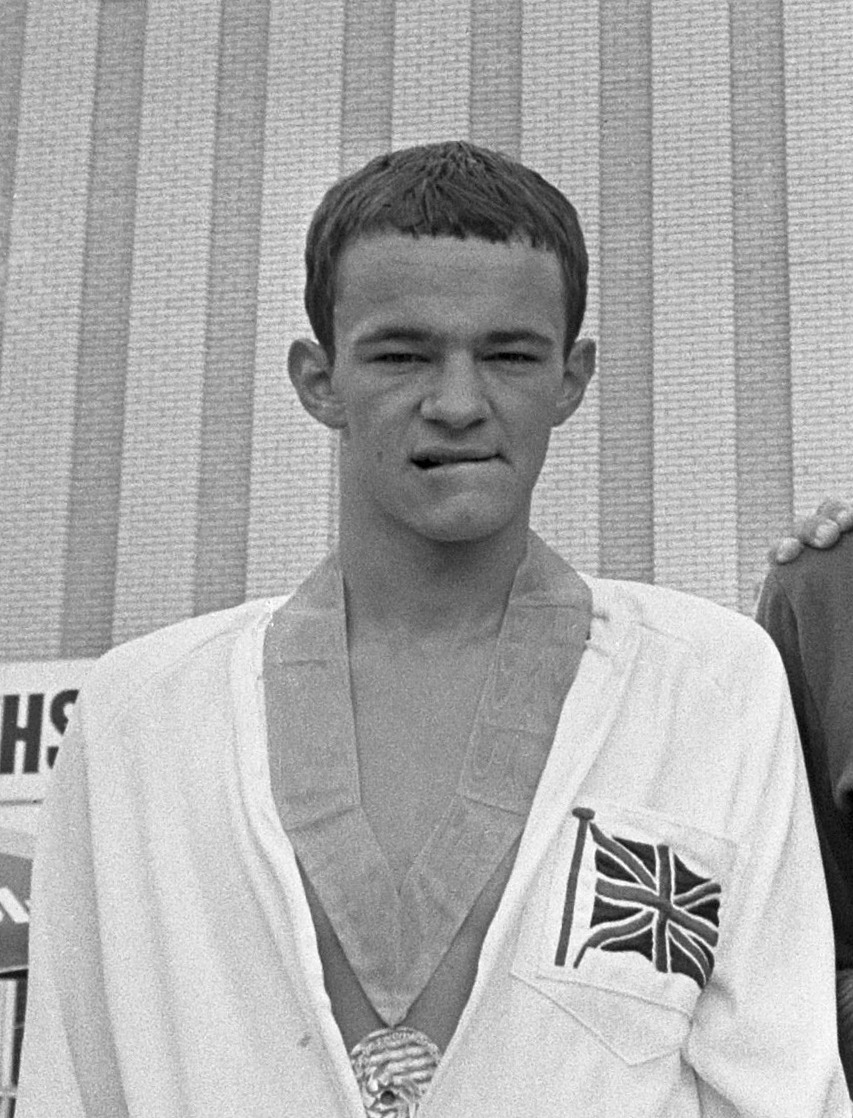
نگاره‌ای از آلان کیمبر، شناگر انگلیسی - ۱۹۶۶

آلان کیمبر (به انگلیسی: Alan Kimber) (زادهٔ ۱۹۴۹) شناگر اهل انگلستان است.